# 육경합부 (대전광역시 유형문화재 제37호)
육경합부(六經合部)는 대전광역시 유성구에 있는 조선시대의 불경이다. 2009년 1월 28일 대전광역시의 유형문화재 제37호로 지정되었다.

## 개요
1440년(세종 22)에 가평 화악산(華岳山) 영제암(永濟菴)에서 판각한 경판에서 1472년(성종 3)에 후인(後印)한 불경이었다.
조선 초기에 널리 독송되었던『金剛般若波羅蜜經』,『大方廣佛華嚴經入不思議解脫境界普賢行願品』,『大佛頂首楞嚴神呪』,『佛說阿彌陀經』,『觀世音菩薩禮文』,『妙法蓮華經觀世音菩薩普門品』등 6종의 경전을 한 책으로 모아 ‘육경합부(六經合部)’라는 이름으로 간행한 불경이다.
인출경위(印出經緯)를 분명히 알 수 있다는 점과 불교사와 서지학 및 조선 초기 왕실의 불교신앙을 살필 수 있는 중요한 자료이다.

## 같이 보기
- 육경합부

## 참고 문헌
- 육경합부 - 국가유산청 국가유산포털